# Ouled Slimane
Ouled Slimane là một đô thị thuộc tỉnh Msila, Algérie. Dân số thời điểm năm 2002 là 2.07 người.